# Simulator 2
|  | Denne artikel er oprettet af botten PalnaBot ud fra en ekstern database. Den kan derfor have sproglige fejl eller mangler. Denne skabelon kan fjernes efter kontrol af indholdet. |

Simulator 2 er en kortfilm instrueret af Niels Plenge efter manuskript af Niels Plenge.

## Handling
Fire personer indvier os i deres tanker. Den talendes autoritet krakkelerer dog efterhånden. Selv om det hele måske er arrangeret til ære for filmen, bidrager personerne med en autentisk del af sig selv.